# Barbie
Barbie este o marcă a companiei americane de jucării Mattel, lansată în martie 1959, de către americanca Ruth Handler. Ea a produs vâlvă în lumea jucăriilor. Barbie avea o garderobă și un stil propriu de viață. Au fost vândute peste un miliard de păpuși Barbie în 140 de țări.
Barbie a fost un pion important în lumea păpușilor mai bine de 50 de ani, devenind în același timp ținta numeroaselor controverse și procese în justiție, dar și a parodiilor ce vizau atât păpușa cât și "stilul său de viață."

## Istorie

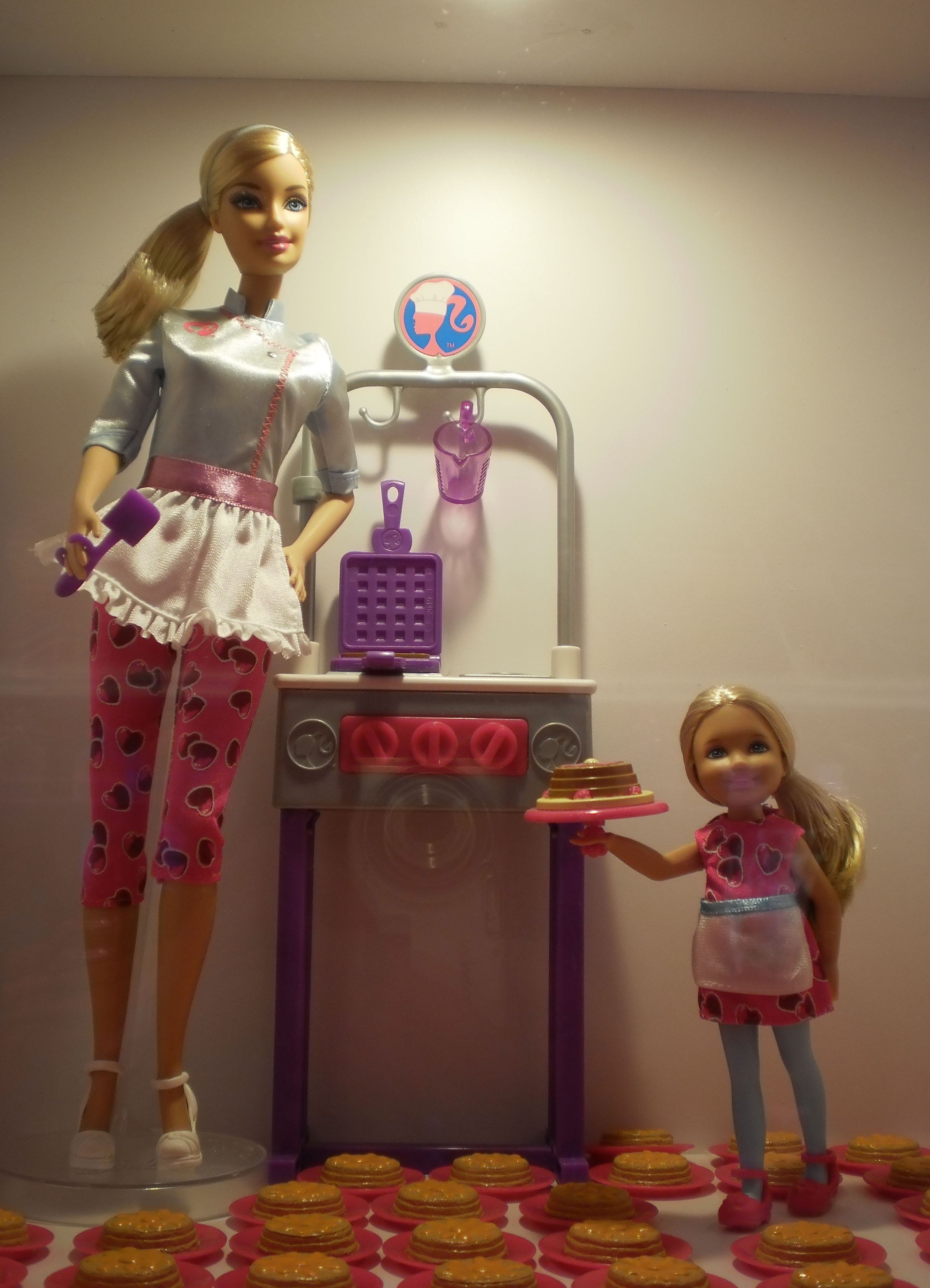
Barbie

Ruth Handler și-a urmărit fiica în timp ce se juca cu păpușile de hârtie, populare la acea vreme, observând că se distra oferindu-le acestora roluri de adulți,   
ținând cont că atunci majoritatea jucăriilor reprezentau figuri de copii. Așa 
i-a venit ideea unei păpuși cu corp de adult, pe care i-a transmis-o și soțului ei Elliot, co-fondator al companiei de jucării Mattel. 
Numele complet al lui Barbie este Barbara Millicent Roberts. Într-o serie de cărți   publicate de Random House în anii 1960, părinții ei se numeau George și Margaret Roberts, din orășelul fictiv Willows, Wisconsin. În cărțile publicate de Random House, se spunea despre Barbie că a urmat Liceul Willows, în timp ce în cărțile Generation Girl, publicate de Golden Books în 1999, se spunea că a urmat Liceul (fictiv) Manhattan International din New York City (asemănător cu Liceul real Stuyvesant).
Mattel a creat o gamă de prieteni pentru Barbie printre care: Teresa Hispanica, Midge, Christie Afro-americana și Steven, iubitul lui Christie. Totodată, au fost creați  frații și verii lui Barbie: Skipper, Todd și Stacie (care sunt frați gemeni), Kelly, Krissy,  și Francie. Barbie s-a împrietenit și cu Blaine, un surfer australian, cât timp a fost despărțită de Ken în 2004.

## Colecții
Compania Mattel estimează că există mai bine de 100.000 de colecționari ai păpușii, 90% din aceștia fiind femei cu media de vârstă de 40 de ani, care achiziționează mai mult de 20 de păpuși Barbie pe an. 25% din ele alocă suma de 1000$ anual pentru păpuși. Păpușile Barbie Vintage sunt cele mai valoroase la licitații, în vreme ce o păpușă originală se vindea în 1959 cu $3.00, în anul 2004 aceeași păpușă ambalată s-a vândut cu $3552.50 pe eBay. În dată de 26 septembrie 2006, o păpușă Barbie a stabilit recordul mondial la o licitație de 9,000 Lire Sterline ($17,000) în Londra. Păpușă licitată a fost Barbie Midnight Red din 1965 și făcea parte dintr-o colecție privată de 4000 de păpuși, vândute de 2 femei din Olanda Ietje Raebel și fiica să Marina.
În ultimii anii, Mattel a vândut o gama extinsă de păpuși Barbie cu țintă specială către colecționari, incluzând versiunile de porțelan, reproduceri vintage și reproduceri Barbie ale personajelor din filme și seriale cum ar fi The Munsters și Star Trek. Sunt disponibile de asemenea ediții de colecție care o înfățișează pe Barbie cu diferite identități etnice. În 2004, Mattel a introdus Sistemul de Culori pentru edițiile de colecție: roz, argint, aur și platină, în funcție de numărul de păpuși produse.

## Fenomenul Barbie
După anul 2009, multe fete din Rusia, Ucraina, Japonia, SUA sau România au încercat sa își ducă frumusețea la perfecțiune încercând să semene cu păpușile Barbie, rezultatele fiind chiar stranii. Unele dintre ele, ca de exemplu două ucrainiene, Anastasia Șpaghina și Valeria Lukianova, au devenit faimoase datorită stilului adoptat.